# ショーン・S・カニンガム
ショーン・S・カニンガム（Sean S. Cunningham, 1941年12月31日 - ）は、アメリカ合衆国の映画監督、脚本家、映画プロデューサーである。

## 人物
『13日の金曜日』を監督し、ジェイソン・ボーヒーズの生みの親として知られる。他に、『鮮血の美学』や『ガバリン』などのホラー映画をプロデュースした。

## フィルモグラフィ
- The Art of Marriage (1970) - 監督・製作
- 『性戯・秘戯/絶倫ポルノ狂態（英語版）』 Together (1971) - 監督・製作・脚本
- 『鮮血の美学』 The Last House on the Left (1972) - 製作
- Case of the Full Moon Murders (1973) - 監督・製作
- 『がんばれダウンタウンキッカーズ（英語版）』 Manny's Orphans (1978) - 監督・製作
- 『Go!Go!タイガース（英語版）』 Here Come the Tigers (1978) - 監督・製作
- 『13日の金曜日』 Friday the 13th (1980) - 監督・製作・脚本
- 『誰かが見ている』 A Stranger Is Watching (1982) - 監督
- 『スプリング・ブレイク（英語版）』 Spring Break (1983) - 監督・製作
- 『放課後（英語版）』 The New Kids (1985) - 監督・製作
- 『ガバリン』 House (1986) - 製作
- 『タイムトラぶラー（英語版）』 House II: The Second Story (1987) - 製作
- 『ザ・デプス』 DeepStar Six (1989) - 監督・製作
- 『デビルジャンク（英語版）』The Horror Show (1989) - 製作
- 『ガバリン3』 House IV (1992) - 製作
- My Boyfriend's Back (1993) - 製作
- 『13日の金曜日 ジェイソンの命日』 Jason Goes to Hell: The Final Friday (1993) - 製作
- XCU: Extreme Close Up (2001) - 監督
- 『ジェイソンX 13日の金曜日』 Jason X (2002) - 製作総指揮
- 『クリープゾーン エイリアン・インベージョン』 Terminal Invasion (2002) - テレビ映画、監督・製作総指揮
- 『フレディVSジェイソン』 Freddy vs. Jason (2003) - 製作
- 『13日の金曜日』 Friday the 13th (2009) - 製作
- 『ラスト・ハウス・オン・ザ・レフト -鮮血の美学-（英語版）』 The Last House on the Left (2009) - 製作